# Nasikabatrachus sahyadrensis
Nasikabatrachus sahyadrensis é uma espécie de anfíbio anuro endêmica dos Gates Ocidentais do sul da Índia. É a única espécie descrita para o gênero Nasikabatrachus, que por sua vez é o único gênero da família Nasikabatrachidae.
A espécie foi descoberta em outubro de 2003 e é considerada um fóssil vivo. Os membros desta espécie têm uma cor violeta e cerca de 7 cm de comprimento. Passam a maior parte do ano no subsolo.
N. sahyadrensis era encontrada em apenas duas localidades, ambas no distrito de Idukki nas Colinas Cardamomo em Kerala: Kattapana e Idukki. Registros adicionais estenderam a distribuição geográfica da espécie que pode ser encontrada em quase todos os Gates Ocidentais.
A espécie foi classificada numa família própria. Em 2006, a família Nasikabatrachidae foi sinonimizada com a Sooglossidae. Entretanto, por se tratar de duas linhagens antigas elas continuaram a ser consideradas famílias distintas. Em 2011, um amplo estudo molecular demonstrou a relação de clados irmãos entre as famílias, mantendo-as como clados distintos.